# توماس بوين
توماس بوين (بالإنجليزية: Thomas M. Bowen)‏ (و. 1835 – 1906 م) هو سياسي، وضابط، وقاضي، ومحامي أمريكي، ولد في بورلينغتون، كان عضوًا في الحزب الجمهوري، توفي في بويبلو، عن عمر يناهز 71 عاماً.

## مناصب
تولى منصب Governor of the Territory of Idaho ‏ (يوليو 1871–15 أغسطس 1871)
- عضو مجلس نواب ولاية ايوا
- عضو مجلس نواب كولورادو
- عضو مجلس الشيوخ الأمريكي  [لغات أخرى]‏

.

## الخدمة العسكرية
خدم في جيش الاتحاد.